# منطقه ا هیگینز
منطقه ا هیگینز (به اسپانیایی: Región del Libertador General Bernardo O'Higgins) یکی از منطقه‌های شیلی است که ۸۵۱٬۴۰۶ نفر جمعیت دارد.